# Prêmio Liversidge
O Prêmio Liversidge (em inglês:  Liversidge Award) reconhece contribuições significativas à físico-química. Denominado em homenagem ao químico inglês Archibald Liversidge, é concedido pela Faraday Division da Royal Society of Chemistry.

## Recipientes
Fonte:
| 1928    | Frederick George Donnan       |
| 1929    | Herbert Freundlich            |
| 1930    | William Arthur Bone           |
| 1932    | Francis William Aston         |
| 1935    | Robert Whytlaw-Gray           |
| 1936    | Friedrich Paneth              |
| 1939    | Cyril Norman Hinshelwood      |
| 1941    | Nevil Sidgwick                |
| 1943    | Samuel Sugden                 |
| 1945    | Eric Rideal                   |
| 1946    | Harold Urey                   |
| 1948    | Linus Pauling                 |
| 1951    | Harry Melville                |
| 1954    | Harry Julius Emeléus          |
| 1955/56 | Edgar William Richard Steacie |
| 1957/58 | Ronald Norrish                |
| 1959/60 | Alfred Ubbelohde              |
| 1961/62 | Cecil Edwin Henry Bawn        |
| 1963/64 | John Stuart Anderson          |
| 1965/66 | Edmund John Bowen             |
| 1967/68 | Ronald Nyholm                 |
| 1969/70 | George Porter                 |
| 1971/72 | Joseph Chatt                  |
| 1973/74 | Ronald P. Bell                |
| 1975/76 | Cliff Addison                 |
| 1977/78 | John Shipley Rowlinson        |
| 1979/80 | Robert Joseph Paton Williams  |
| 1981/82 | David W. Turner               |
| 1983/84 | Norman Greenwood              |
| 1985/86 | Ronald Harry Ottewill         |
| 1987/88 | Bernard L. Shaw               |
| 1989/90 | Roger Parsons                 |
| 1991/92 | James Johnson Turner          |
| 1993/94 | Richard N. Dixon              |
| 1995/96 | John Anthony Osborn           |
| 1997/98 | David King                    |
| 1999/00 | Peter Edwards                 |
| 2001/02 | Ian William Murison Smith     |
| 2003/04 | Robin Clark                   |
| 2005/06 | Brian E. Mann                 |
| 2007/08 | John Simons                   |
| 2009/10 | Richard Catlow                |
| 2010    | David Clary                   |
| 2012    | Anthony Charles Legon         |
| 2014    | Michael Ashfold               |
| 2016    | Peter Bruce                   |
| 2017    | Warren Sloan Warren           |
| 2019    | Majed Chergui                 |